# Fluchtpunkt

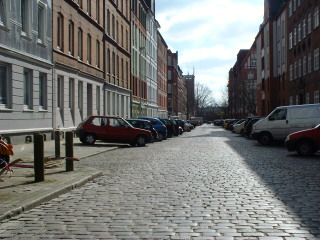
[1] Aufnahme mit Fluchtpunkt

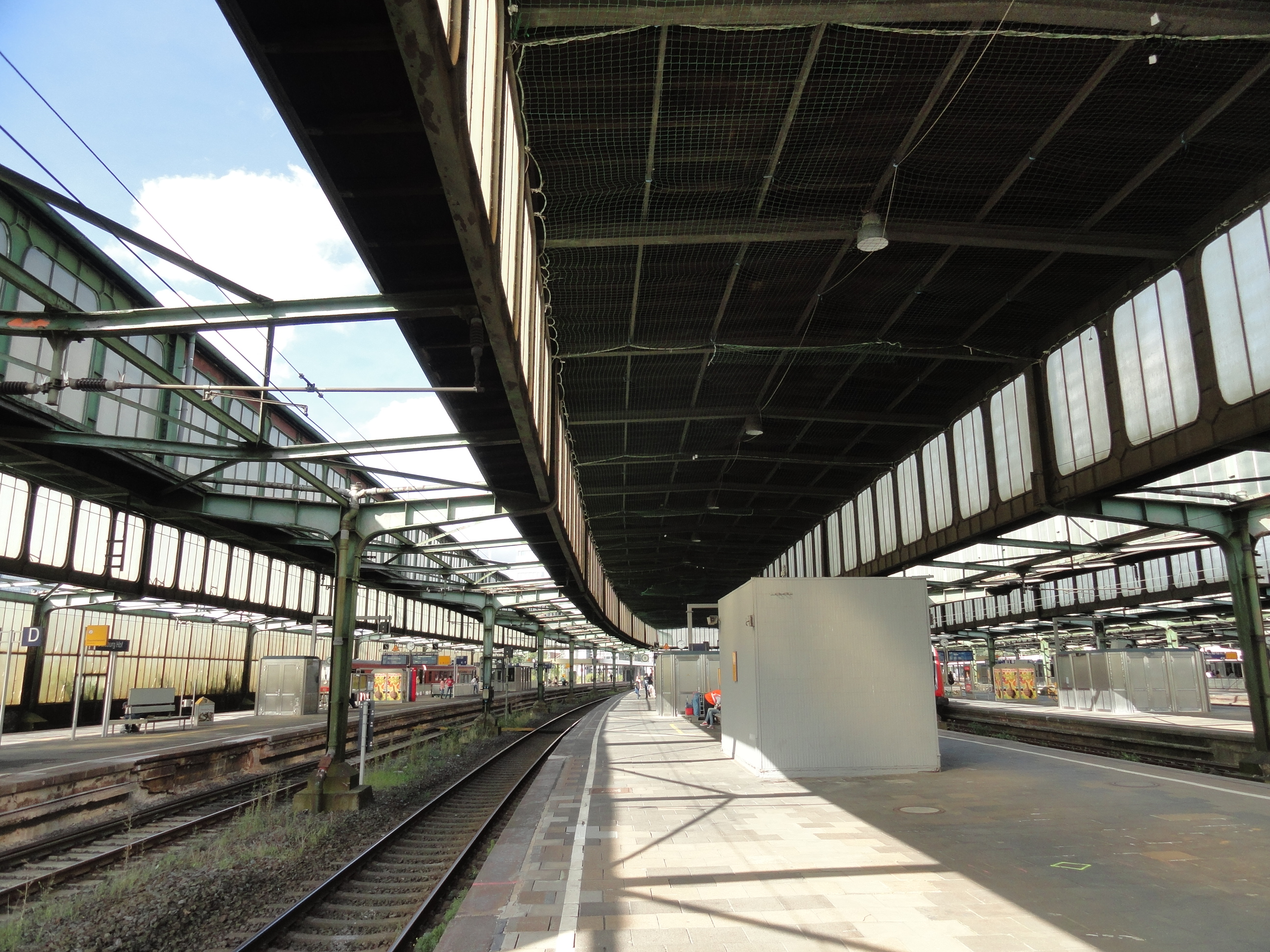
Duisburg Hbf: Blick vom Bahnsteig in nördliche Richtung

Der Fluchtpunkt bezeichnet den Punkt eines perspektivischen Bildes, in dem alle Linien zusammenlaufen, die in der Realität parallelen Linien entsprechen.
In einer perspektivischen Abbildung (Zentralprojektion) schneiden sich die Bilder aller Geraden, die im Original zueinander parallel verlaufen, aber nicht zur Bildebene parallel sind, in einem gemeinsamen Fluchtpunkt. Es gibt also unendlich viele Fluchtpunkte. Die Fluchtpunkte horizontaler Geraden bilden (im Bild) den Horizont.

## Bedeutung  bei Darstellungen
Bei der perspektivischen Abbildung werden räumliche Objekte auf eine ebene Fläche, die Bildebene, projiziert. Das ist zum Beispiel bei der fotografischen Aufnahme der Fall.
Im Bildoriginal [1] sind unter anderem die Straßenränder, Dachfluchten und Fensterfluchten der bebauten Straße parallele Geraden: Sie alle laufen auf einen gemeinsamen Fluchtpunkt zu.
Auch die senkrechten Hauskanten sind parallele Geraden. Allerdings liegt deren Fluchtpunkt weit außerhalb des Bildes, im „Unendlichen“.
Alle parallelen Ebenen schneiden sich in einer gemeinsamen Fluchtgeraden. Für die waagerechten Ebenen des Bildes [1], wie zum Beispiel die Straßenfläche und die Stockwerksdecken, ist das der sogenannte Horizont. Diese als Horizont bezeichnete Gerade unterscheidet sich jedoch vom geografischen Begriff des Horizonts, mit dem die Linie gemeint ist, an der Erde und Himmel in der visuellen Wahrnehmung aneinander angrenzen. Der perspektivische Horizont ist eine Gerade innerhalb des Bildes. Die Fluchtpunkte aller Parallelen in einer solchen Ebene liegen auf dieser Fluchtgeraden.

Abbildung mit einem Fluchtpunkt
[2] Abbildung mit zwei Fluchtpunkten
Abbildung mit drei Fluchtpunkten (Vogelperspektive)

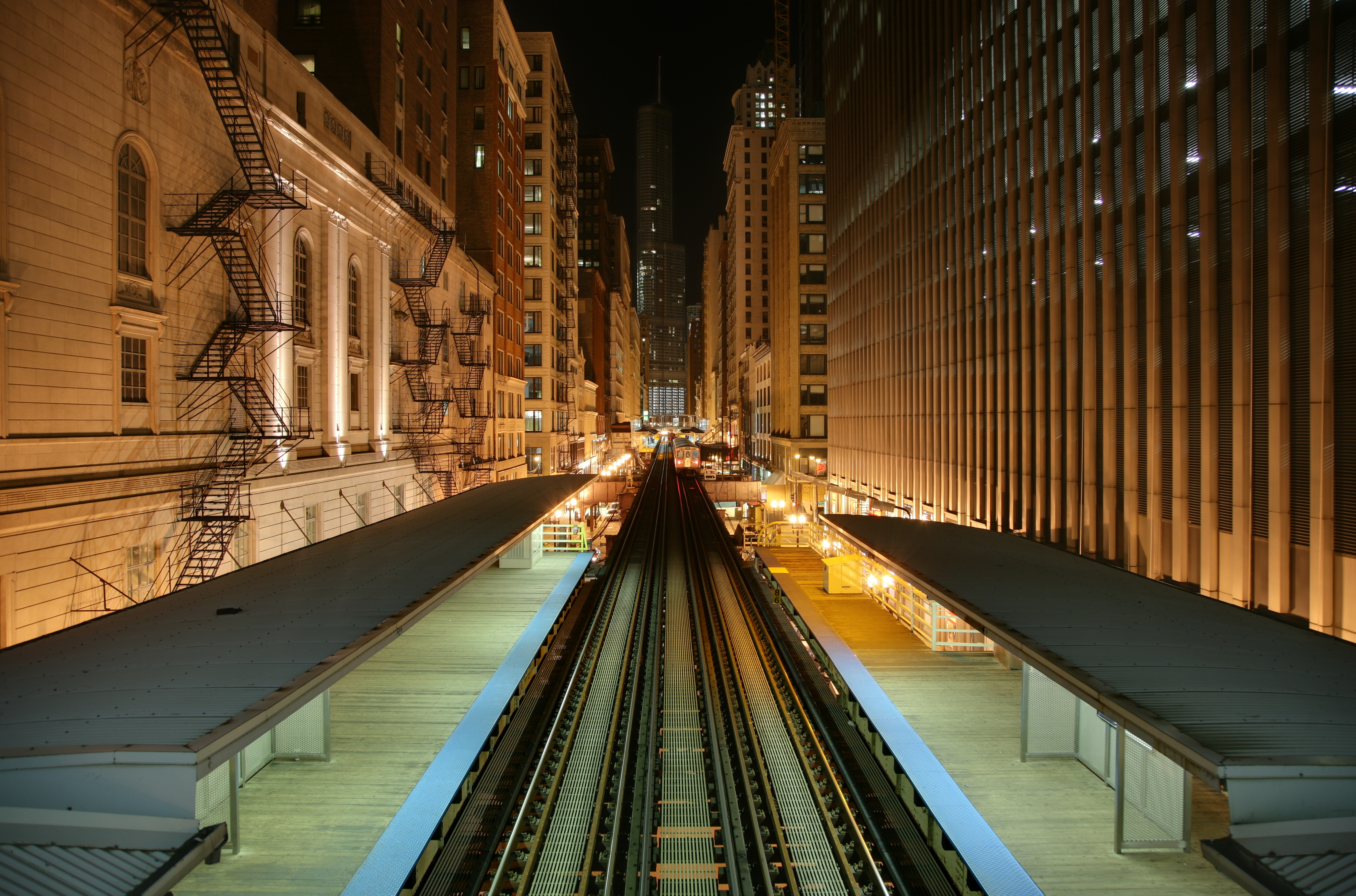
Blick nach Norden von der Elevated Station Adams and Wabash in Chicago

Vor allem bei Gebäuden gibt es zueinander senkrecht stehende Linien in drei Richtungen: Höhe, Breite, Tiefe. Die Blickrichtung (Aufnahmerichtung der Kamera, Perspektive) für eine Abbildung kann dabei so gewählt werden, dass ein, zwei oder drei Fluchtpunkte entstehen. Dies wird als Fluchtpunktperspektive bezeichnet.
Die Perspektive eines Bildes führt den Blick des Betrachters auf den Fluchtpunkt. Die Wahl der Lage und der Anzahl der Fluchtpunkte eines Bildes sind daher eine wesentliche Aufgabe der Bildgestaltung. Fluchtpunkte schaffen Dynamik und Raumtiefe. Sie setzen Akzente und bringen Objekte in den Blickpunkt des Betrachters.

## Geometrische Konstruktion

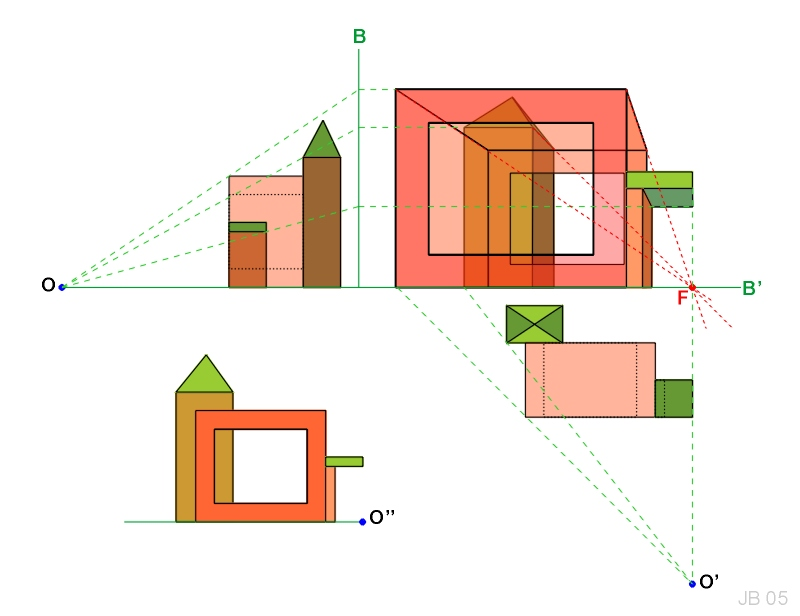
[3] Konstruktionsbeispiel einer Zentralprojektion mit einem Fluchtpunkt

Die Abbildung [3] zeigt den geometrischen Zusammenhang zwischen der Fluchtpunktperspektive und der Parallelprojektion. Letztere wird für ausmessbare Karten und Pläne verwendet. Die Projektion aller Objektpunkte von einem Augenpunkt O auf eine Bildfläche B sowohl für Grundriss (O', B') als auch für den Aufriss (O, B) ergeben senkrechte und waagerechte Schnittgeraden zu den entsprechenden Bildpunkten in der Projektion. Das Bild zeigt, dass die Dynamik umso stärker wird, je näher der Augenpunkt an das Objekt rückt. Die Lage des Augenpunktes entscheidet nicht nur über den Aspektwinkel, sondern auch über die Sichtbarkeit von Objektdetails.
Ist die Bildebene parallel zu einer Objektfläche, hier der Gebäudefront, so hat diese Fläche (ebenso wie alle dazu parallelen Flächen) ihre Fluchtpunkte im Unendlichen. Insbesondere werden alle parallelen Geraden, die in einer parallelen Ebene zur Bildebene liegen, weiterhin parallel abgebildet. Wird die Bildebene B' (Grundriss) gedreht, so entsteht für diese Flächen ebenfalls ein Fluchtpunkt im Endlichen. Es entsteht ein Bild analog zu Bild [2]. Eine Kippung der Bildebene B im Aufriss führt entweder zur Vogel- oder zur Froschperspektive.

## Weitere Begriffsbedeutung
Der Begriff Fluchtpunkt wird mittlerweile außerdem als Synonym für einen Zufluchtsort, im Sinne eines Refugiums benutzt. Diese zusätzliche Bedeutung ist bisher nur in einem Teil der Wörterbücher verzeichnet, wird aber auch in der Presse, oft im Kontext mit Migration, in dieser Form verwendet.